# Horná Ves (Banská Bystrica)
Horná Ves (in ungherese Felsőtóti, in tedesco Windischdorf) è un comune della Slovacchia facente parte del distretto di Žiar nad Hronom, nella regione di Banská Bystrica.